# Fred the Head

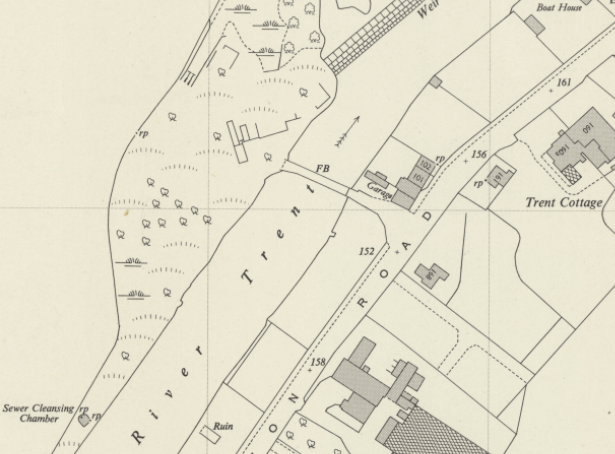
El cuerpo fue descubierto en el lugar del antiguo molino de sílex, en el extremo oeste de la pasarela. Se muestra aquí en un mapa de Ordnance Survey de 1944-1973.

Fred the Head («Fred la Cabeza») es el nombre popular de un difunto no identificado encontrado en Burton upon Trent, Inglaterra, en 1971. El cuerpo de un joven adulto de raza blanca fue encontrado por un policía fuera de servicio en el lugar de un molino de sílex abandonado. El cuerpo estaba atado y estaba desnudo, lo que llevó a la policía a sospechar de asesinato. Varias investigaciones no lograron identificar el cuerpo y ahora es el caso de persona desaparecida sin resolver más antiguo en Staffordshire.

## Descubrimiento del cuerpo
El cuerpo fue descubierto a las 7:30 p. m. el 26 de marzo de 1971 por David Nathan. Nathan era un agente especial y empleado de Messrs Time Consortium, una joyería. Estaba fuera de servicio en el momento del descubrimiento, que se produjo mientras caminaba hacia un área detrás de su lugar de trabajo para realizar algunas prácticas de tiro. El sitio estaba situado en una isla en el río Trent, accesible sólo por un puente peatonal desde Newton Road, cerrado por una puerta cerrada, o a través de un camino largo, angosto y sin pavimentar desde Burton Bridge. Nathan había accedido al lugar a través de la puerta cerrada, que se consideró lo suficientemente segura para que la policía la descartara como una ruta potencial utilizada por cualquier sospechoso.
Nathan descubrió un fragmento de un cráneo humano después de tropezar con lo que asumió que era una bolsa de cemento, pero en realidad era un montículo de tierra que cubría una tumba. Esto estaba alrededor de 100 a 150 yardas (91,4 a 137,2 m) desde Newton Road en el sitio de un antiguo molino de sílex que había sido abandonado a principios del siglo XIX.
A pesar de una investigación de tres años, la policía de Staffordshire no pudo identificar al hombre que se hizo conocido como Fred the Head («Fred la Cabeza»), ya que el cráneo fue la primera parte del cuerpo que se desenterró. Pudieron identificar que los calcetines encontrados en el cuerpo habían sido comprados en un puesto del mercado de Burton. También se descubrió que el anillo había sido fabricado entre 1967 y 1968 por Henry Showell en el Jewellery Quarter de Birmingham y era uno de los 5000 fabricados en ese estilo. «Fred» se había sometido a un extenso trabajo odontológico en los seis meses anteriores a su muerte y le encontraron una dentadura postiza superior parcial. También se descubrió que sufría de tortícolis, lo que habría hecho que su cabeza se inclinara hacia la derecha en vida.

## Investigaciones
A pesar de una investigación de tres años, la policía de Staffordshire no pudo identificar al hombre que se hizo conocido como Fred the Head («Fred la Cabeza»), ya que el cráneo fue la primera parte del cuerpo que se desenterró. Pudieron identificar que los calcetines encontrados en el cuerpo habían sido comprados en un puesto del mercado de Burton. También se descubrió que el anillo había sido fabricado entre 1967 y 1968 por Henry Showell en el Jewellery Quarter de Birmingham y era uno de los 5.000 fabricados en ese estilo. «Fred» se había sometido a un extenso trabajo odontológico en los seis meses anteriores a su muerte y le encontraron una dentadura postiza superior parcial. También se descubrió que sufría de tortícolis, lo que habría hecho que su cabeza se inclinara hacia la derecha en vida.
El caso sigue figurando en el sitio web de la Oficina de Personas Desaparecidas de la Agencia Nacional contra el Crimen y es el caso de personas desaparecidas sin resolver más antiguo de Staffordshire. En las décadas transcurridas desde que se encontró el cuerpo se han producido avances en el caso. «Fred» se convirtió en uno de los primeros cuerpos no identificados en tener una imagen compuesta E-FIT para mostrar cómo podría haber sido en vida. Se tomaron huellas dactilares en el momento del descubrimiento, pero aún no han demostrado ninguna coincidencia. En 2006, el caso apareció por primera vez en el programa Crimewatch de la BBC. En 2014, un equipo de la Universidad de Derby sometió el cráneo a pruebas y exploraciones y concluyó que era tan probable que fuera de origen húngaro o danés como británico. El uso del anillo de bodas en la mano derecha también es más común en algunos países europeos, incluidos Noruega, Dinamarca, Austria, Polonia, Bulgaria, Rusia, Portugal, España y Bélgica, que en Gran Bretaña, donde tradicionalmente se usa en la mano izquierda. La policía de Staffordshire se convirtió en la segunda fuerza británica en utilizar perfiles de ADN familiares en un intento de identificar el cuerpo. En algún momento se lo relacionó con Michael Edge, un lechero de Watford que desapareció aproximadamente en la época en que fue enterrado el cuerpo.
Tras otro artículo de Crimewatch del 27 de junio de 2017 que incluía una reconstrucción facial de «Fred», la familia de John Henry Jones planteó su caso como posible candidato. Jones había desaparecido del norte de Gales en 1970 y la policía estableció un posible vínculo basándose en registros dentales. Las pruebas de ADN demostraron posteriormente que el cuerpo no era el de Jones. En 2021, la policía investigó si el cuerpo podría ser una víctima del asesino en serie Anthony Hardy, que nació en la cercana Winshill y habría tenido 20 años en el momento de su descubrimiento.
El caso fue objeto de un libro de 2008 escrito por Michael Posner, quien entrevistó a agentes de policía implicados en el caso. Una serie de pódcasts sobre los asesinatos comenzó alrededor del 50 aniversario del descubrimiento.